# Gufidaun
Gufidaun (Italiaans: Gudon) is een plaats (frazione) in de Italiaanse gemeente Klausen.